# Langdysser von Thisted

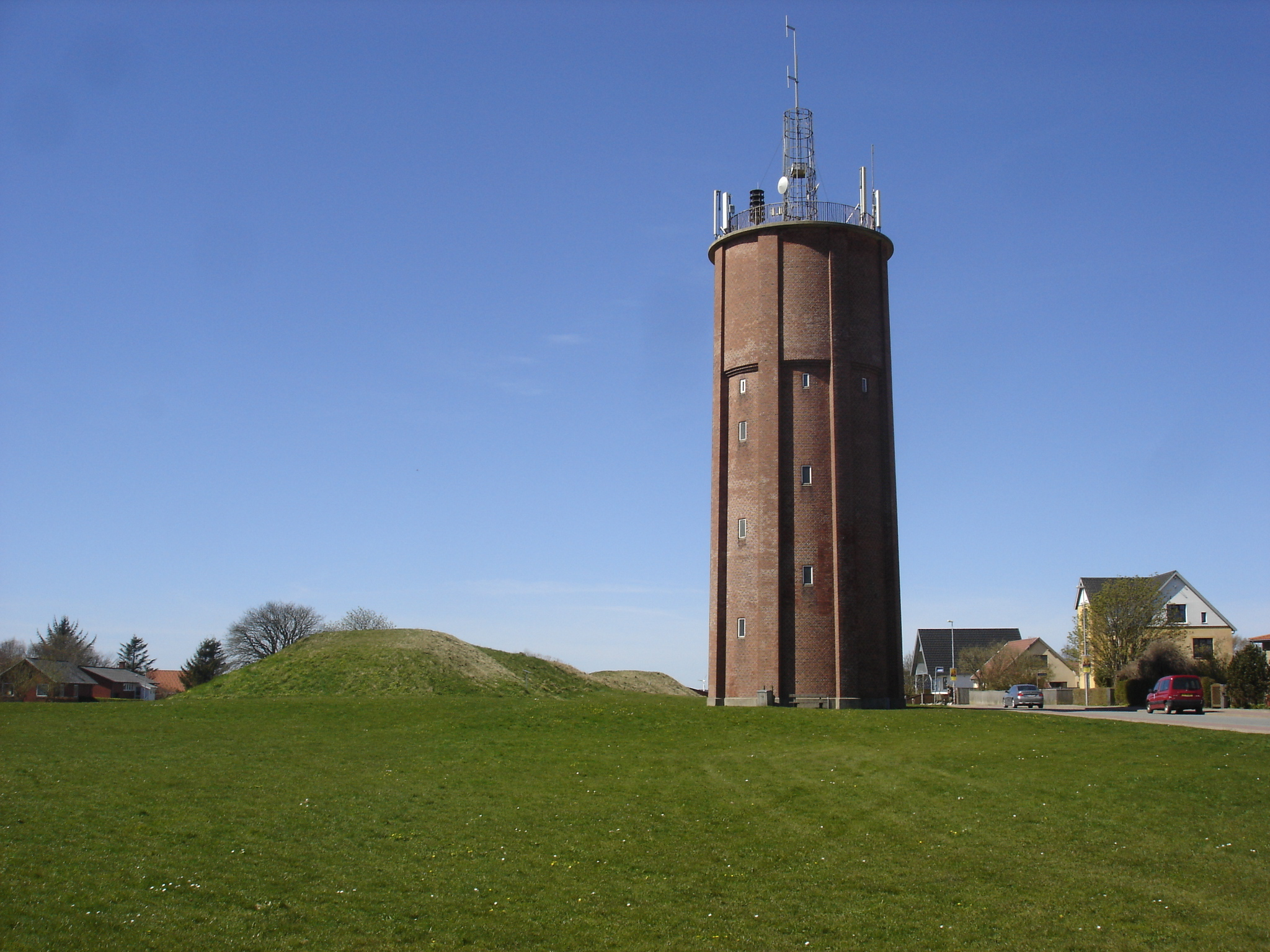
Wasserturm und Langdysse

Der Langdysser von Thisted liegt am Langdyssevej nahe dem Wasserturm von Thisted in Thy im Norden von Dänemark.
Das Hünenbett war ursprünglich 172 m lang und damit eines der längsten im Bereich der Trichterbecherkultur (TBK), die die Megalithanlage zwischen 3500 und 2800 v. Chr. erstellte. Neolithische Monumente sind Ausdruck der Kultur und Ideologie neolithischer Gesellschaften. Ihre Entstehung und Funktion gelten als Kennzeichen der sozialen Entwicklung.

## Beschreibung
Das westliche Ende wurde jedoch abgetragen. Der Hügel ist nur noch 132 m lang. Untersuchungen des Hügels wurden zuletzt 1960 vorgenommen. Das Langbett wurde zunächst für einen Langhügel gehalten, die Randsteine und drei Gruben der ehemaligen Dolmenkammern zeigten jedoch, dass es ein Langdysser ist. Alle Steine fehlen und sind vermutlich beim Bau der Winthersmølle verwendet worden. Bei den Untersuchungen im Jahre 1960 wurden in einer Steinkiste eine Bügelfibel aus der frühen Bronzezeit, eine Münze aus dem Jahre 1813 und sechs Gefäße aus dem Mittelalter gefunden. Die Funde befinden sich im Nationalmuseet. Die Tongefäße waren möglicherweise Opfergaben für den „Langdøsmand“ (man glaubte, dass ein Mann im Langhügel wohnte). Es ist überliefert, dass man sich bis Ende des 19. Jahrhunderts zu Pfingsten auf dem Langhügel versammelte, um dem Mann im Langhügel unter anderem Stecknadeln zu opfern.